# Benigno Chávarri
Benigno Cirilo Chávarri y Salazar, I marqués de Chávarri (Portugalete, 8 de julio de 1856 - Guecho, 27 de octubre de 1933) fue un empresario y político español. 
Fue uno de los primeros gestores de Altos Hornos de Vizcaya. Fue elegido miembro del Partido Conservador, diputado a Cortes y senador. En 1914 se le otorgó el título de marqués de Chávarri. Fue miembro de la Liga de Acción Monárquica, creada para combatir el nacionalismo vasco en auge.